# Dieumerci Mbokani
Dieudonne Mbokani Bezua (Kinshasa, 22 de novembro de 1985), conhecido como Dieumerci Mbokani, é um futebolista da República Democrática do Congo que atua como atacante. Seu atual clube é o Noah.

## Carreira em clubes
Revelado no Bel'Or, time de seu país, Mbokani jogaria também no TP Mazembe entre 2005 e 2007, sendo emprestado ao Anderlecht em 2006.
Liberado pelo Mazembe em 2007, assinou com o Standard de Liège no mesmo ano, destacando-se em quatro temporadas (2007-2010), marcando 35 gols em 81 partidas.
Após jogar dez partidas pelo Monaco e de ter passado durante um período curto de empréstimo no Wolfsburg (herdando a vaga do bósnio Edin Džeko, que havia se transferido para o Manchester City), Mbokani retornou ao Anderlecht em 2011, permanecendo nos Mauves desde então.

## Seleção
Desde 2006, Mbokani defende a Seleção da República Democrática do Congo. Entretanto, acabou sendo preterido para a CAN 2006.
Até 2012, foram 22 partidas disputadas e 14 gols marcados.

## Títulos
Dínamo de Kiev
- Copa da Ucrânia: 2013-14

RDC
- Campeonato Africano das Nações: 2015 - 3º Lugar.